# 千葉商科大学付属高等学校
千葉商科大学付属高等学校（ちばしょうかだいがくふぞくこうとうがっこう）は、千葉県市川市中国分二丁目にある私立高等学校。学校法人千葉学園が設置、運営している千葉商科大学の付属学校。略称は「千葉商」（ちばしょう）または「商大付属」（しょうだいふぞく）。進学先は千葉商科大学が一番多い。東日本旅客鉄道（JR東日本）市川駅からバス15分、徒歩40分、自転車だと20分前後。
京成電鉄国府台駅からバス20分、徒歩30分。

## 沿革
- 1951年（昭和26年）
  - 1月 - 千葉商科大学付属第一商業高等学校商業科全日制課程、定時制課程認可される。
  - 4月 - 千葉県市川市国府台町373番地に開校。
- 1965年（昭和40年）6月 - 新校舎完成のため、千葉県市川市中国分町25番地に移転。
- 1971年（昭和46年）3月 - 定時制課程廃止。
- 1972年（昭和47年）2月 - 住居表示変更にともない、千葉県市川市中国分二丁目10番1号となる。
- 1973年（昭和48年）9月 - 第三校舎完成。
- 1974年（昭和49年）4月 - 校名を千葉商科大学付属高等学校と改称。
- 1977年（昭和52年）4月 - 普通科設置。
- 1978年（昭和53年）4月 - 女子生徒募集停止。
- 2004年（平成16年）4月 - 女子生徒再募集（普通科）。
- 2006年（平成18年）6月 - 人工芝グラウンド完成。
- 2007年（平成19年）10月 - 千葉商科大学付属高等学校 クラブハウス 完成。
- 2008年（平成20年）
  - 3月 - 第五校舎 完成。
  - 4月 - 女子生徒再募集（商業科）。

## 部活動・同好会
- ソフトテニス
- 硬式野球
  - 1982年の選抜高校野球に後にプロ野球選手となる投手の平沼定晴（下記）を擁し初出場、初戦で広島県立尾道商業高等学校に敗れた。
- 軟式野球
- サッカー
- バスケットボール
- バレーボール
- 卓球
- バドミントン
- 陸上
- 水泳
  - 全国レベルの選手が多数、オリンピック選手も輩出している。インターハイでは、毎年上位に位置し、強豪校として知られている。
- ワンダーフォーゲル
- チアリーディング
- 釣り
- 剣道
- 弓道
  - 2022，2015，2013年の千葉県高校総体県予選男子個人優勝、2010年の東日本大会に男子団体が県代表として出場、2008年の関東個人選抜弓道大会で男子個人優勝、2018年関東大会に女子団体出場、2007年の高校総体に女子団体が出場し全国７位入賞。
- 柔道
- 美術
- コンピュータ
- 吹奏楽
- 音楽
- 書道
- 写真
- 歴史
- 物理科学
- 文芸
- 囲碁将棋(同好会)

## 著名な出身者

### スポーツ
- 平沼定晴 - 元プロ野球選手（投手、中日ドラゴンズ・ロッテオリオンズ・千葉ロッテマリーンズ・西武ライオンズ）
- 木村茂 - 元プロ野球選手（投手、福岡ダイエーホークス）
- 松元克央 - 競泳選手
- 持田早智 - 競泳選手
- 寺村美穂 - 競泳選手
- 千野晶子 - 元女子サッカー選手（ジェフユナイテッド市原・千葉レディース）
- 小城ノ花昭和 - 元大相撲力士（最高位前頭2枚目、引退後高崎を経て、現出羽海親方）

### 芸能
- 倉田てつを - 俳優
- 坂詰貴之 - 俳優・声優
- 坂本一生 - タレント

### その他
- 森下一喜 - 実業家（ガンホー・オンライン・エンターテイメント創業者・代表取締役社長CEO）
- 木村武史 - 実業家（株式会社ルーフ社長）、レーシングドライバー
- 福山隆夫 - 警視庁警察官